# Maciej Mach
Maciej Zbigniew Mach (ur. 3 sierpnia 1955 w Krakowie, zm. 28 września 2023 w Zabrzu) – polski robotnik i działacz związkowy, działacz opozycji demokratycznej w okresie PRL.

## Życiorys
Absolwent Technikum Elektronicznego w Krakowie z 1975. Pracował w Walcowni Blach Karoseryjnych Huty im. Lenina. We wrześniu 1980 dołączył do „Solidarności”, był sekretarzem komisji wydziałowej. Po wprowadzeniu stanu wojennego organizował strajk w swoim zakładzie pracy, po pacyfikacji brał udział w akcji rozrzucania opozycyjnych ulotek. Współtworzył Komitet Ocalenia Solidarności HiL oraz Komitet Ocalenia Solidarności Nowa Huta, a także niejawną koordynującą działalność związkową organizację Grot. Zajmował się kolportażem drugoobiegowego pisma „Hutnik”. Był także inicjatorem i koordynatorem Tajnej Komisji Robotniczej Hutników. Należał do organizatorów różnych manifestacji (m.in. marszu milczenia z 30 kwietnia 1982). W lutym 1985 tymczasowo aresztowany, następnie w czerwcu tegoż roku z przyczyn politycznych skazany na karę pozbawienia wolności z warunkowym zawieszeniem i na karę grzywny. W drugiej połowie lat 80. był współredaktorem pisma „Solidarność Hutników”, w 1987 wszedł w skład komitetu założycielskiego „S” w Hucie im. Lenina. W maju 1988 ponownie aresztowany, zwolniony został w tym samym miesiącu. W sierpniu tegoż roku był liderem protestujących w Walcowni Blach Karoseryjnych, którzy domagali się ponownej rejestracji związku.
W 1989 dołączył do regionalnego Komitetu Obywatelskiego w Krakowie. W 1993 współtworzył organizowany przez Lecha Wałęsę Bezpartyjny Blok Wspierania Reform. Kierował biurem poselskim Leszka Zielińskiego, później do czasu przejścia na rentę prowadził własną działalność gospodarczą.

## Odznaczenia i wyróżnienia
W 2012, za wybitne zasługi w działalności na rzecz przemian demokratycznych w Polsce, odznaczony Krzyżem Oficerskim Orderu Odrodzenia Polski. W 2023 został uhonorowany Krzyżem Wolności i Solidarności. W 2010 wyróżniony Medalem „Niezłomnym w słowie”.